# Remote Method Invocation
Remote Method Invocation, som förkortas RMI, är en Javastandard för anrop av distribuerade objekt och komponenter. Standarden ingår i J2SE.